# Серце Ветони
Серце Ветони (англ. The Heart of Wetona) — американський вестерн, мелодрама режисера Сідні Франкліна 1919 року.

## Сюжет
Дочка вождя команчів закохується в молодого інженера, який кидає її, після чого вона перетворюється на білого індійського агента, який одружується на ній.

## У ролях
- Норма Толмадж — Ветона
- Фред Хантлі — шеф Кюнна
- Томас Міган — Джон Хардін
- Гледден Джеймс — Ентоні Веллс
- Ф.А. Тернер — пастор Девід Веллс
- Чіф Вайт Егіл — Ніпо
- Блек Вульф — Пасскю
- Блек Лізард — Орел